# Telecable (Perú)
Telecable S. A. fue un operador de televisión por cable peruano de paga. Fue el primer operador formal en ofrecer televisión por suscripción vía cable en el país en la ciudad de Lima.

## Historia

### Antecedentes: el Cable
El 22 de noviembre de 1982, la resolución Ministerial 025-82 del Ministerio de Transportes y Comunicaciones otorgó a la Empresa Difusora Radio Tele, S.A. una concesión para explotar un servicio público de radiodifusión por suscripción vía circuito cerrado por un tiempo límite de 20 años para las provincias de Lima y Callao. El servicio de televisión por suscripción llamado el Cable debía comenzar a operar en noviembre de 1983. Sin embargo, debido a la crisis económica que vivía el país en ese tiempo, la empresa no llegó a concretarse. Los distritos de Lima que debía cubrir el cable eran Jesús María, Lince, Cercado de Lima, La Victoria, San Isidro, Miraflores y San Borja. El servicio iba a poseer tres canales de producción propia: uno que transmitía películas de estreno para televisión, otro que transmitiría deportes y otro que transmitiría series y programas de entretenimiento. Sin embargo, debido a la crisis económica de esos años, la empresa no llegó a concretarse.

### Nacimiento de Telecable
Finalmente, tras varios años, la familia Delgado Parker a la cabeza de Genaro Delgado Parker logra la licencia para transmitir televisión por cable vía suscripción. Telecable S.A. se creó el 6 de septiembre de 1989 para proporcionar un servicio de televisión por cable mediante suscripción. El 3 de septiembre de 1990, Telecable se constituyó formalmente en la Conasev.
Sus operaciones comenzaron el 17 de diciembre de 1990. A partir del 1 de abril de 1991, la empresa cotizaba en la Bolsa de Valores de Lima.
La programación de Telecable en un comienzo no era muy variada, debido a la escasez de canales especializados disponibles para Latinoamérica. Ofrecía ocho canales adicionales a los canales de señal abierta. Sin embargo, con el tiempo, la empresa llevó a ofrecer más canales así diversificando su oferta hasta llegar a cuarenta canales en 1997.
El servicio era muy costoso: en el momento de su lanzamiento, en diciembre de 1990, la mensualidad era de I/.20 000 000 (aproximadamente S/250 a precios de 2015) y el costo de instalación era de I/.75 000 000 (S/936 a precios de 2015).
Además, en un inicio, la cobertura del servicio solo llegaba a los distritos de mayor poder económico de Lima: San Isidro, algunas zonas de Miraflores y las colindantes de Surco, y desde allí se fue expandiendo a otros distritos con irregular velocidad en función de demanda.
Telecable era la única empresa de cable en Lima, pero sufrió un duro golpe cuando la Compañía Peruana de Teléfonos (CPT) lanzó su propio servicio de televisión por cable, Cable Mágico, en 1993, que ofrecía nuevos canales producidos para Latinoamérica. Tras la privatización de CPT/ENTEL en 1994 al grupo español Telefónica, Cable Mágico empezó a ofrecer servicios en el interior del país.

### Lanzamiento del canal Monitor
El servicio lanzó en la frecuencia UHF el canal de televisión Monitor.

### Decaimiento de Telecable entre 1997 y 2002
El servicio decayó a partir de 1997, cuando Cable Mágico ya contaba con la mayoría del mercado de la televisión de paga. 
Finalmente, la familia Delgado Parker vendió Tele 2000 a BellSouth. Telecable ya era la sombra de que fue hace algunos años, en 1996 tuvo el nuevo eslogan de «Conéctate».
Hacia 2000, deciden cambiar la razón social de la empresa de Telecable S.A. a Telecable Siglo XXI S.A. y contraatacó con una oferta similar a la de Cable Mágico. Aunque contó en su oferta a Playboy con un concurso para representar la versión local del canal, su situación competitiva lo encadenó en un lío por la exclusividad de su programación.
En 2002, cambia su denominación a Metrópolis, pero ello no mejora la situación.

### Últimos años
En 2006, Megacable, subsidiaria de la colombiana Virtecom, que solamente operaba en el cono Norte de Lima, adquiere a la familia Delgado Parker las operaciones de televisión por suscripción de Telecable Siglo XXI S.A. expandiendo su cobertura a toda la ciudad de Lima. Finalmente, Telmex adquirió el 100% de Megacable el 31 de mayo de 2007.

### Trabajos posteriores a la venta de la empresa
En la actualidad, Megacable cambió de rubro y ofrece únicamente el servicio de internet Emax.
A partir del 13 de abril de 2012, los exejecutivos de Panamericana Televisión durante la administración de Genaro Delgado Parker, que son Óscar Becerra y Luis Carrizales Stoll, relanzan el desaparecido reconocido canal de cable Monitor. Pero esta vez como una nueva productora independiente peruana, en la cual esperan lanzar pronto grandes producciones para la televisión peruana y latinoamericana, como Estudio Monitor, que ahora es una de las sedes del canal Willax Televisión.

## Eslóganes
| Período   | Eslogan                           |
| --------- | --------------------------------- |
| 1989-1993 | «Nosotros lo conectamos al mundo» |
| 1993-1996 | «Te conecta al mundo»             |
| 1996-1999 | «Conéctate»                       |
| 1999-2002 | «Más televisión por cable»        |

## Logotipos
| Periodo   | Características                                                                        | Logo |
| --------- | -------------------------------------------------------------------------------------- | ---- |
| 1989-1999 | El logotipo de este canal incluía las letras de tres colores de TELE CABLE hasta 1999. |      |
| 1999-2002 | El logotipo de este canal incluía las letras de color azul TELECABLE hasta 2002.       |      |